# 長沼町
長沼町（日语：／ Naganuma chō */?）為一個位於日本北海道空知綜合振興局西南部的城鎮。東部為馬追丘陵，西部為平原。當地以農業為主，以水稻和果樹種植、生產旱田作物為主。
町名源自過去位於此的河跡湖的阿伊努語名稱「tanne-to」，意思是細長的湖沼，因此命名為「長沼」。

## 人口
| 長沼町人口分布圖 |                                               |  |
| 長沼町與日本全國年齡別人口分布比較圖 （2005年資料） | 長沼町的年齡、男女別人口分布圖 （2005年資料） |  |
| ■紫色是長沼町 ■綠色是全国 | ■藍色是男性 ■紅色是女性                       |  |
| 長沼町人口變化 \| 1970年 \| 14,850人 \| \| \| 1975年 \| 13,797人 \| \| \| 1980年 \| 13,354人 \| \| \| 1985年 \| 12,921人 \| \| \| 1990年 \| 12,282人 \| \| \| 1995年 \| 12,293人 \| \| \| 2000年 \| 12,452人 \| \| \| 2005年 \| 12,401人 \| \| \| 2010年 \| 11,702人 \| \| \| 2015年 \| 11,076人 \| \| \| 2020年 \| 10,289人 \| \| |                                               |  |
| 資料來源：日本總務省統計中心提供之人口普查數據 |                                               |  |
| 1970年 | 14,850人                                      |  |
| 1975年 | 13,797人                                      |  |
| 1980年 | 13,354人                                      |  |
| 1985年 | 12,921人                                      |  |
| 1990年 | 12,282人                                      |  |
| 1995年 | 12,293人                                      |  |
| 2000年 | 12,452人                                      |  |
| 2005年 | 12,401人                                      |  |
| 2010年 | 11,702人                                      |  |
| 2015年 | 11,076人                                      |  |
| 2020年 | 10,289人                                      |  |

## 歷史
- 1887年5月：吉川鐵之助及渡邊傳來到此地進行開墾，成為最早來到此地開墾的和人。[4]
- 1892年2月4日：北海道廳設置長沼村，原本規劃以最早開墾者吉川鐵之助之姓命名為「吉川村」，但吉川婉拒並建議使用村內的湖泊「tanneto」作為名稱，因此決定命名為長沼村。
- 1895年5月1日：從由仁外3村戶長役場（現在的由仁町）獨立設置長沼村戶長役場。
- 1902年4月1日：成為北海道二級村。
- 1907年4月1日：成為北海道一級村。
- 1952年1月1日：改制為長沼町。

## 氣候
當地全年氣候溫和，但受到太平洋和日本海的季風影響，一年之中刮風的日子較多，溫差較大。

## 交通

### 鐵路
- 過去經有夕張鐵道，但已停駛。

### 道路
| 一般國道 - 國道274號 - 國道337號 主要地方道 - 北海道道3號札幌夕張線 - 北海道道45號惠庭栗山線 | 道道 - 北海道道226號舞鶴追分線 - 北海道道451號北長沼停車場線 - 北海道道694號北長沼由仁線 - 北海道道870號幌內三川停車場線 - 北海道道967號馬追原野北信濃線 - 北海道道1008號夕張長沼線 - 北海道道1009號長沼南幌線 - 北海道道1056號江別長沼線 - 北海道道1080號栗山北廣島線 |

### 巴士
- JR北海道巴士
- 北海道中央巴士
- 夕張鐵道（夕鐵巴士）
- 長沼町營巴士

## 教育

### 高等學校
- 道立長沼高等學校 （页面存档备份，存于）

### 中學校
| - 長沼町立北長沼中學校 | - 長沼町立中央長沼中學校 | - 長沼町立南長沼中學校 |

### 小學校
| - 長沼町立北長沼小學校 - 長沼町立長沼中央小學校 | - 長沼町立長沼舞鶴小學校 - 長沼町立西長沼小學校 | - 長沼町立南長沼小學校 |

## 姊妹市・友好都市

### 日本
- 奧州市（岩手縣）：長沼町最早的開拓者來自岩手縣的水澤市（已於2006年2月20日合併為現在的奧州市），因此兩地於1973年5月9日締結姊妹都市。

## 本地出身之名人
- 林讓治：小説家

## 外部連結
- （日語）長沼町觀光協會
- （日語）長沼農業協同組合
- （日語）長沼町商工會 （页面存档备份，存于）